# Brani musicali polka di "Weird Al" Yankovic
I Polka Medleys sono una serie di canzoni del cantante statunitense "Weird Al" Yankovic, in cui l'artista mescola versi e ritornelli di canzoni di altri artisti reinterpretandole in versione polka (ovvero suonandole con una strumentazione composta da fisarmonica, tuba e ottoni). Questo particolare tipo di composizioni è diventato un marchio di fabbrica del cantante statunitense, tanto che i Polka Medleys appaiono in nove dei suoi dodici album (sono assenti solo in "Weird Al" Yankovic, Even Worse, e Alapalooza).
Solo due polka sono state pubblicate come singolo: "Hooked on Polkas" (in Giappone) e "Polka Power!" (in Germania).
Yankovic ha sempre chiesto l'autorizzazione per utilizzare i pezzi di altri artisti nei medley, specialmente per via dei diritti d'autore.

## "Polkas on 45"
Polkas on 45 è una polka medley del cantante statunitense "Weird Al" Yankovic estratta dall'album "Weird Al" Yankovic in 3-D.
Il titolo è un riferimento alla medley Stars on 45 dei Dutch
Le seguenti canzoni sono contenute nella medley:
- Joko Homo dei Devo
- Smoke on the Water dei Deep Purple
- Sex (I'm am...) dei Berlin
- Hey Jude dei Beatles
- L.A. Woman dei The Doors
- In-A-Gadda-Da-Vida dei Iron Butterfly
- Hey Joe di Jimi Hendrix
- Burning Down the House dei Talking Heads
- Hot Blooded dei Foreigner
- Bubbles in the Wine di Lawrence Welk
- Every Breath You Take dei The Police
- Should I Stay or Should I Go dei The Clash
- Jumpin' Jack Flash dei The Rolling Stones
- My Generation dei The Who
- Ear Booker Polka di "Weird Al" Yankovic

## "Hooked on Polkas"
Hooked on Polkas è un singolo di "Weird Al" Yankovic commercializzato in Giappone ed estratto dall'album Dare to Be Stupid.
Le seguenti canzoni sono contenute nella medley:
- Twelfth Street Rag di Pee Wee Hunt
- State of Shock di Mick Jagger & Michael Jackson
- Sharp Dressed Man degli ZZ Top
- What's Love Got to Do with It di Tina Turner
- Method of Modern Love degli Hall & Oates
- Owner of a Lonely Heart degli Yes
- We're Not Gonna Take It dei Twisted Sister
- 99 Luftballons di Nena
- Footloose di Kenny Loggins
- The Reflex dei Duran Duran
- Metal Health (Bang Your Head) dei Quiet Riot
- Relax dei Frankie Goes to Hollywood
- Ear Booker Polka di "Weird Al" Yankovic

### Tracce
1. Hooked on Polkas - 3:51
2. I Want a New Duck - 3:01

## "Polka Party!"
Polka Party! è una polka medley di "Weird Al" Yankovic proveniente dall'album Polka Party!.
Le seguenti canzoni sono contenute nella medley:
- Sledgehammer di Peter Gabriel
- Sussudio di Phil Collins
- Party All the Time di Eddie Murphy
- Say You, Say Me di Lionel Richie
- Freeway of Love di Aretha Franklin
- What You Need dei INXS
- Harlem Shuffer dei The Rolling Stones
- Venus dei Bananarama
- Nasty di Janet Jackson
- Rock Me Amadeus di Falco
- Shout dei Tears for Fears
- Papa Don't Preach di Madonna
- Ear Booker Polka di "Weird Al" Yankovic

## "The Hot Rocks Polka"
The Hot Rocks Polka è una polka medley di "Weird Al" Yankovic proveniente dall'album UHF-Original Motion Picture Soundtrack and Other Stuff.
La polka medley è composta da dodici canzoni dei The Rolling Stones (infatti il titolo si riferisce a Hot Rocks 1964-1971, una compilation delle loro canzoni), più il pezzo Ear Booker Polka.
Le seguenti canzoni (dei Rolling Stones) sono contenute nella medley:
- It's Only Rock 'n Roll (But I Like It)
- Brown Sugar
- You Can't Always Get What You Want
- Honky Tonk Women
- Under My Thumb
- Ruby Tuesday
- Miss You
- Sympathy for the Devil
- Get off of My Cloud
- Shattered
- Let's Spend the Night Together
- (I Can't Get No) Satisfaction
- Ear Booker Polka di "Weird Al" Yankovic

## "Polka Your Eyes Out"
Polka Your Eyes Out è una polka medley proveniente dall'album Off the Deep End.
Le seguenti canzoni sono contenute nella medley:
- Cradle of Love di Billy Idol
- Tom's Diner dei DNA feat. Suzanne Vega
- Love Shack dei The B-52's
- Clarinet Polka (pubblico dominio)
- Pump Up the Jam dei Technotronic
- Losing My Religion dei R.E.M.
- Unbelievable dei EMF
- Do Me! dei Bell Biv DeVove
- Enter Sandman dei Metallica
- The Humpty Dance dei Digital Underground
- Cherry Pie dei Warrant
- Miss You Much di Janet Jackson
- I Touch Myself dei Divinyls
- Dr. Feelgood dei Mötley Crüe
- Ice Ice Baby di Vanilla Ice
- Ear Booker Polka di "Weird Al" Yankovic

## "Bohemian Polka"
Bohemian Polka è una cover di "Weird Al" Yankovic.
È la reinterpretazione sotto forma di polka medley della canzone Bohemian Rhapsody dei Queen e la sua parte originale Ear Booker Polka. È un probabile tributo al cantante Freddie Mercury, deceduto due anni prima.
Le seguenti canzoni sono contenute nella medley:
- Bohemian Rhapsody dei Queen
- Ear Booker Polka di "Weird Al" Yankovic

Anche se ci sono solo due canzoni, il sito ufficiale di Weird Al le considera come "Polka Medley".

## "The Alternative Polka"
The Alternative Polka è una polka medley di "Weird Al" Yankovic proveniente dall'album Bad Hair Day. Consiste soprattutto in canzoni alternative rock, infatti il titolo si riferisce a quel genere.
Le seguenti canzoni sono contenute nella medley:
- Loser di Beck
- Sex Type Thing dei Stone Temple Pilots
- All I Wanna Do di Sheryl Crow
- Closer dei Nine Inch Nails
- Bang and Blame dei R.E.M.
- You Oughta Know di Alanis Morisette
- Bullet with Butterfly Wings dei The Smashing Pumpkins
- My Friends dei Red Hot Chili Peppers
- I'll Stick Around dei Foo Fighters
- Black Hole Sun dei Soundgarden
- Basket Case dei Green Day
- Ear Booker Polka di "Weird Al" Yankovic

## "Polka Power!"
Polka Power! è un singolo di "Weird Al" Yankovic estratto dall'album Running with Scissors.
È la sua settima polka medley e il singolo è stato pubblicato in Germania.
Le seguenti canzoni sono contenute nella medley:
- Wannabe delle Spice Girls
- Flagpole Sitta di Harvey Danger
- Ghetto Superstar (That Is What Are You) di Pras feat. Ol' Dirty Bastard e Mýa
- Everybody (Backstreet's Back) dei Backstreet Boys
- Walkin' on the Sun dei Smash Mouth
- Intergalactic dei Beastie Boys
- Tubthumping dei Chumbawamba
- Ray of Light di Madonna
- Push dei Matchbox Twenty
- Semi-Charmed Life dei Third Eye Blind
- The Dope Show di Marilyn Manson
- Mmmmbop degli Hanson
- Sex and Candy di Marcy Playground
- Closing Time dei Semisonic
- W.A.Y. Moby Polka di "Weird Al" Yankovic

### Tracce
1. Polka Power! - 4:21

## "Angry White Boy Polka"
Angry White Boy Polka è una polka medley di "Weird Al" Yankovic proveniente dall'album Poodle Hat.
È principalmente composta da canzoni Nu metal e alternative rock, più una versione polka di The Real Slim Shady di Eminem.
Le seguenti canzoni sono contenute nella medley:
- Last Resort dei Papa Roach
- Chop Suey! dei System of a Down
- Get Free dei The Vines
- Hate to Say I Told You So dei The Hives
- Fell in Love with a Girl dei The White Stripes
- Last Nite dei The Strokes
- Down with the Sickness dei Disturbed
- Renegades of Funk dei Rage Against the Machine, originariamente dei Afrika Bambaataa
- My Way dei Limp Bizkit
- Outside dei Staind
- Bawitdaba di Kid Rock
- Youth of the Nation dei P.O.D.
- The Real Slim Shady di Eminem
- W.A.Y. Moby Polka di "Weird Al" Yankovic

## "Polkarama!"
Polkarama è una polka medley di "Weird Al" Yankovic proveniente dall'album Straight Outta Lynwood.
È la sua nona polka medley. Le seguenti canzoni sono contenute nel medley:
- Chicken Dance di Werner Thomas
- Let's Get It Started dei The Black Eyed Peas
- Take Me Out di Franz Ferdinand
- Beverly Hills dei Weezer
- The Nina Bobina Polka di "Weird Al" Yankovic
- Speed of Sound dei Coldplay
- Float On dei Modest Mouse
- Feel Good Inc dei Gorillaz feat. De La Soul
- Don't Cha delle Pussycat Dolls feat. Busta Rhymes
- Somebody Told Me dei The Killers
- Slither dei Velvet Revolver
- Candy Shop di 50 Cent feat. Olivia
- Drop It like It's Hot di Snoop Dogg feat. Pharrell
- Pon de Replay di Rihanna
- Gold Digger di Kanye West feat. Jamie Foxx
- W.A.Y. Moby Polka di "Weird Al" Yankovic

## "Polka Face"
Polka Face è una polka medley di "Weird Al" Yankovic proveniente dall'album Alpocalypse.
Le seguenti canzoni sono contenute nella medley:
1. Liechtensteiner Polka di Will Glahé
2. Poker Face di Lady Gaga
3. Womanizer di Britney Spears
4. Right Round di Flo Rida ft. Kesha
5. Day 'n' Nite di Kid Cudi
6. Need You Now di Lady Antebellum
7. Baby di Justin Bieber ft. Ludacris
8. So What di Pink
9. I Kissed a Girl di Katy Perry
10. Fireflies di Owl City
11. Blame It di Jamie Foxx ft T-Pain
12. Replay di Iyaz
13. Down di Jay Sean ft. Lil Wayne
14. Break Your Heart di Taio Cruz ft. Ludacris
15. The Tick Tock Polka di Frankie Yankovic
16. Tik Tok di Kesha
17. Poker Face di Lady Gaga (Reprise)
18. Whatever's Left Over Polka di "Weird Al" Yankovic

## "Now That's What I Call Polka!"
Now That's What I Call Polka! è l'undicesima polka medley registrata da Weird Al Yankovic. E si trova nel album del 2014 ''Mandatory Fun'', e il titolo parodia le famose compilation musicali "Now That's What I Call Music".
Le seguenti canzoni sono contenute nella medley:
1. Too Fat Polka di Arthur Godfrey
2. Wrecking Ball di Miley Cyrus
3. Pumped Up Kicks dei Foster the People
4. Best Song Ever dei One Direction
5. Gangnam Style di Psy
6. Call Me Maybe di Carly Rae Jepsen
7. Scream & Shout di Will.i.am ft. Britney Spears
8. Somebody That I Used to Know di Gotye ft. Kimbra
9. Timber di Pitbull ft. Kesha
10. Sexy and I Know It dei LMFAO
11. Thrift Shop di Macklemore & Ryan Lewis ft. Wanz
12. Get Lucky dei Daft Punk ft. Pharrell Williams
13. Mandatory Polka di Weird Al Yankovic

## Altri Polka medleys
- Si crede che una polka medley del 1982 sia stata la prima polka medley ufficiale di Yankovic. Includeva: Joko Homo dei Devo,, Homosapiens di Pete Shelley, Sex Junkies dei Plasmatics, TV O.D., Bad Boys Get Spanked dei The Pretenders, TV Party dei Black Flag, Janitor, People Who Died di Jimmy Carroll.
- Una versione estesa di Polkas on 45 conteneva parti di Der Kommissar (Falco), 1999 (Prince), Bad Boys Get Spanked, She Blinded Me with Science (Thomas Dolby) e Stairway to Heaven (Led Zeppelin) era stata suonata in concerto nel 1984.
- Nel 2000, Yankovic registrò un originale non-medley intitolata Polkamon, per la colonna sonora di Pokémon: The Movie 2000.